# Мьюр, Джон (ботаник)
Джон Мьюр (англ. John Muir, 18 июня 1874 — 3 августа 1947) — британский (шотландский) и южноафриканский ботаник, натуралист (естествоиспытатель), доктор медицины и врач.

## Биография
Джон Мьюр родился в Шотландии 18 июня 1874 года.
В 1890—1892 годах он занимался изучением искусств и медицины в Сент-Андрусском университете. В 1892 году Мьюр поступил в Эдинбургский университет. В 1902 году он получил степень доктора медицины.
В 1896 году Мьюр приехал в Капскую колонию как практикующий врач, где он занимался сбором растений. Он пожертвовал свою коллекцию Стелленбосскому Университету в 1929 году, за которую он был удостоен звания почётного доктора наук.
Джон Мьюр умер в Капской провинции 3 августа 1947 года.

## Научная деятельность
Джон Мьюр специализировался на семенных растениях.

## Публикации
- The Flora of Riversdale, South Africa Mem. Bot. Surv. S.Afr. No.13 of 1929.
- Seed-drift of South Africa  Mem. Bot. Surv. S.Afr. No.16 of 1937.
- Gewone Plantname in Riversdal.

## Почести
В честь Джона Мьюра Николас Эдвард Браун (1849—1934) назвал монотипный род растений Muiria семейства Аизовые, а видовой эпитет, сохранившийся в современной номенклатуре, был назван в честь его дочери Гортензии Мьюр.